# Perasia garnotina
Perasia garnotina là một loài bướm đêm trong họ Noctuidae.